# سیارک ۲۶۶۹۱
سیارک ۲۶۶۹۱ (به انگلیسی: 26691 Lareegardner، نامگذاری:2001FZ76)۲۶۶۹۱مین سیارک کشف شده‌است که در ۱۹ مارس ۲۰۰۱ کشف شد.